# Шеррілл (Арканзас)
Шеррілл (англ. Sherrill) — місто (англ. town) в США, в окрузі Джефферсон штату Арканзас. Населення — 53 особи (2020).

## Географія
Шеррілл розташований на висоті 66 метрів над рівнем моря за координатами 34°23′5″ пн. ш. 91°57′6″ зх. д. / 34.38472° пн. ш. 91.95167° зх. д. (34.384618, -91.951588).  За даними Бюро перепису населення США в 2010 році місто мало площу 0,36 км², уся площа — суходіл.

## Демографія
Згідно з переписом 2010 року, у місті мешкали 84 особи в 37 домогосподарствах у складі 25 родин. Густота населення становила 236 осіб/км².  Було 50 помешкань (141/км²). 
Расовий склад населення:
| - 56,0 % — чорних або афроамериканців - 44,0 % — білих |

До двох чи більше рас належало 0,0 %. Іспаномовні складали 1,2 % від усіх жителів.
За віковим діапазоном населення розподілялося таким чином: 16,7 % — особи молодші 18 років, 61,9 % — особи у віці 18—64 років, 21,4 % — особи у віці 65 років та старші. Медіана віку мешканця становила 45,5 року. На 100 осіб жіночої статі у місті припадало 110,0 чоловіків;  на 100 жінок у віці від 18 років та старших — 89,2 чоловіків також старших 18 років.
Середній дохід на одне домашнє господарство  становив 26 978 доларів США (медіана — 23 750), а середній дохід на одну сім'ю — 26 154 долари (медіана — 23 750). За межею бідності перебувало 56,0 % осіб, у тому числі 75,9 % дітей у віці до 18 років та 36,0 % осіб у віці 65 років та старших.
Цивільне працевлаштоване населення становило 27 осіб. Основні галузі зайнятості: освіта, охорона здоров'я та соціальна допомога — 33,3 %, будівництво — 14,8 %, транспорт — 11,1 %, оптова торгівля — 11,1 %.
За даними перепису населення 2000 року в Шерріллі проживало 126 осіб, 39 сімей, налічувалося 51 домашнє господарство і 54 житлових будинки. Середня густота населення становила близько 315 осіб на один квадратний кілометр. Расовий склад Шеррілла за даними перепису розподілився таким чином: 80,95 % білих, 19,05 % — чорних або афроамериканців.
З 52 домашніх господарств в 31,4 % — виховували дітей віком до 18 років, 64,7 % представляли собою подружні пари, які спільно проживали, в 9,8 % сімей жінки проживали без чоловіків, 23,5 % не мали сімей. 19,6 % від загального числа сімей на момент перепису жили самостійно, при цьому 7,8 % склали самотні літні люди у віці 65 років та старше. Середній розмір домашнього господарства склав 2,47 людина, а середній розмір родини — 2,85 особа.
Населення містечка за віковим діапазоном за даними перепису 2000 року розподілилося таким чином: 23,8 % — жителі молодше 18 років, 5,6 % — між 18 і 24 роками, 27,8 % — від 25 до 44 років, 31,0 % — від 45 до 64 років і 11,9 % — у віці 65 років та старше. Середній вік мешканця склав 40 років. На кожні 100 жінок в Шерріллі припадало 103,2 чоловіків, у віці від 18 років та старше — 92,0 чоловіків також старше 18 років.
Середній дохід на одне домашнє господарство в містечкі склав 29 375 доларів США, а середній дохід на одну сім'ю — 33 438 доларів. При цьому чоловіки мали середній дохід в 32 813 доларів США на рік проти 21 250 доларів середньорічного доходу у жінок. Дохід на душу населення в містечкі склав 15 096 доларів на рік. Всі родини Шеррілл мали дохід, що перевищує рівень бідності, 21,8 % від усієї чисельності населення перебувало на момент перепису населення за межею бідності, при цьому 30,3 % з них були молодші 18 років і 26,7 % — у віці 64 років та старше.